# Dohem
Dohem település Franciaországban, Pas-de-Calais megyében. Lakosainak száma 830 fő (2022. január 1.). Dohem Cléty, Audincthun, Saint-Martin-d’Hardinghem, Avroult, Coyecques és Delettes községekkel határos.

## Népesség
A település népességének változása:
| Lakosok száma | 831  | 835  | 849  | 828  | 825  | 834  | 834  | 833  | 830  |
|               | 2013 | 2015 | 2016 | 2017 | 2018 | 2019 | 2020 | 2021 | 2022 |